# Brimah Razak
Brimah Razak (ur. 22 czerwca 1987 w Akrze) – ghański piłkarz występujący na pozycji bramkarza.